# 마르코 코르나로

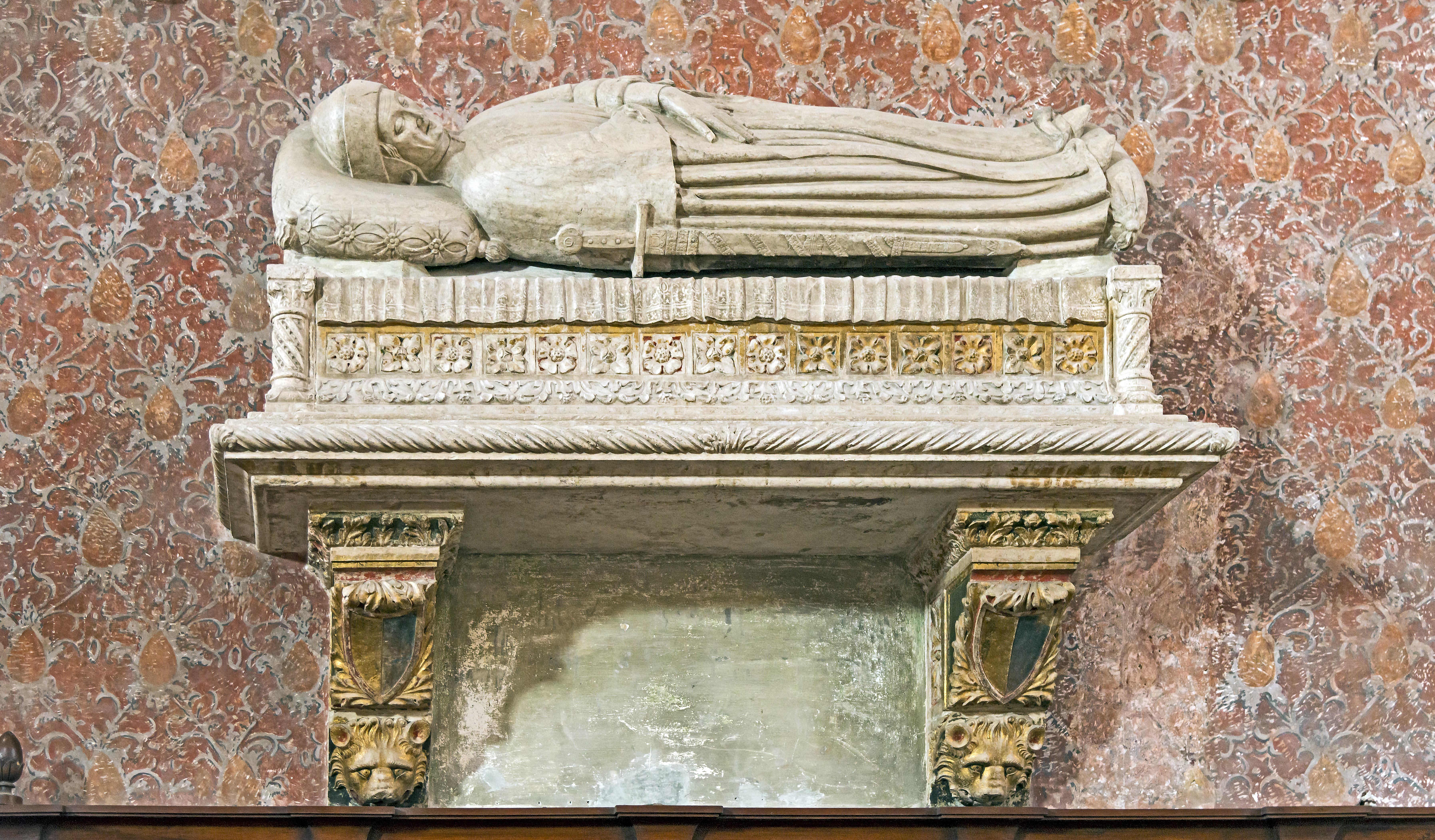
산 자니폴로 성당에 위치한 그의 무덤

마르코 코르나로(Marco Cornaro, 1286년 경 – 1368년 1월 13일) 또는 마르코 코르네르(Marco Corner)라고도 알려진 제59대 베네치아 공화국의 도제이며, 1365년부터 1368년간을 자리에 있었다. 그의 짧은 재임 기간에 베네치아의 경제 성장을 겪었음에도, 제노바와 오스만 튀르크 제국에게 베네치아의 영토를 상실했다.

## 생애
미래의 도제를 배출해낸 코르나로 가문은 로마인들에게서 혈통이 거슬러 올라가는 베네치아의 오래된 가문 중 하나이다. 대금업을 통해 현재의 지위를 얻어낸 매우 부유했던 가문 이기도 했다. 코르나로 가는 17, 18세기에 세 차레 도제를 더 배출해냈다.
마르코 코르나로의 첫 혼인 상대는 파도바의 조반나 스크로베니(Giovanna Scrovegni)였으며, 둘 사이에 아들 3명과 딸 2명을 두었다. 두 번째 혼인은 낮은 사회적 지위 이외에 거의 알려지지 않은 카테리나 코르네르였고 이는 그의 선거를 어려움에 처하게했다. 도제부인 카테리나 코르네르는 그녀의 단순한 습관 때문에 조롱을 받았고 도제부인이라는 자리에는 적합하지 않은 것으로 보였지만, 그녀의 남편은 항상 그녀를 변호했고 좋은 여성이자 아내라고 불렀다. 코르나로는 이집트와의 무역으로 부를 축적했다. 그는 또한 바다와 육상에서 군대를 이끌며 공화국의 군사적, 정치적 업무를 했었다. 그는 카를 4세와 교황 클레멘스 6세의 대사를 역임하기도 했으며, 아비뇽의 교황 우르바노 5세 선출에 베네치아 대사단 일원이기도 했다.
코르나로는 1355년에 스스로 베네치아의 공작임을 선포하려던 도제 마리노 팔리에로의 쿠데타 시도를 발견 및 제압을 하는데 중요한 역할을 했다. 공모자들을 해산시키고 처형시키고 나서, 코르나로는 팔리에로가 이전에 후임으로 지목했기에 잠시 부도제 자리에 오르기도 했다.

## 도제 업무
1365년 7월 18일 도제로 재임 중이던 로렌초 첼시가 사망하면서, 코르나로는 그의 경쟁자들보다 많은 나이, 아내의 낮은 출신 신분, 외국 공작들과의 친분에도 불구하고 도제에 선출됐다. 선출 된 후, 그는 전임자들과는 달리 베네치아의 공공 단체에 대해 정중한 태도를 확립했다.
2년 하고도 반년 간의 그의 재임 기간, 베네치아는 히오스 섬과 레스보스 섬, 포카이아를 제노바 공화국에 상실했지만 커다란 전쟁이나 변화를 겪지는 않았다. 그는 교황 우르바노 5세가 이교도들과의 거래에 대한 금지를 폐지하도록 설득함으로써 이집트와의 베네치아 무역을 재계하는데 성공했다. 코르나로는 산마르코 광장을 마주보고있는 두칼레 궁전의 양측 건물 건설을 명령했다.
마르코 코르나로는 1368년 1월 13일 이른 시간에 사망했다. 그는 산티 조반니 에 파올로 성당에 매장됐다.